# Садовод (рынок)
Рынок «Садово́д» — крупный крытый рынок в Юго-Восточном административном округе Москвы, существующий с начала 1990-х годов на внутренней стороне 14-го км МКАД и примыкающей к ней улице Верхние поля и занимавший территорию более 40 гектаров.
Владельцами рынка являются Зарах Илиев и Год Нисанов, бывшие совладельцы Черкизовского рынка.

## Описание
Универсальный рынок, расположенный территориально в районе Капотня, один из главных центров оптово-розничной торговли в Москве. Включает в себя ТЦ (торговые центры): «Садовод», «Салют» и «Птичий рынок», а также вещевые ряды, торговые ряды «Меха и кожа», «Ковровый», «Текстиль», павильон «Садовый центр». Всего работают свыше 9 000 торговых павильонов. Ежедневно ТК «Садовод» посещают более 100 000 покупателей из различных регионов России и других государств.

Несмотря на название, «Садовод» знаменит в первую очередь благодаря продаже одежды и товаров общего спроса. Почти все точки продают и оптом, и в розницу. Основные направления торговли: одежда и обувь, домашние животные, ковры, текстиль, товары для: дома, охоты, рыбалки, дачников и огородников.

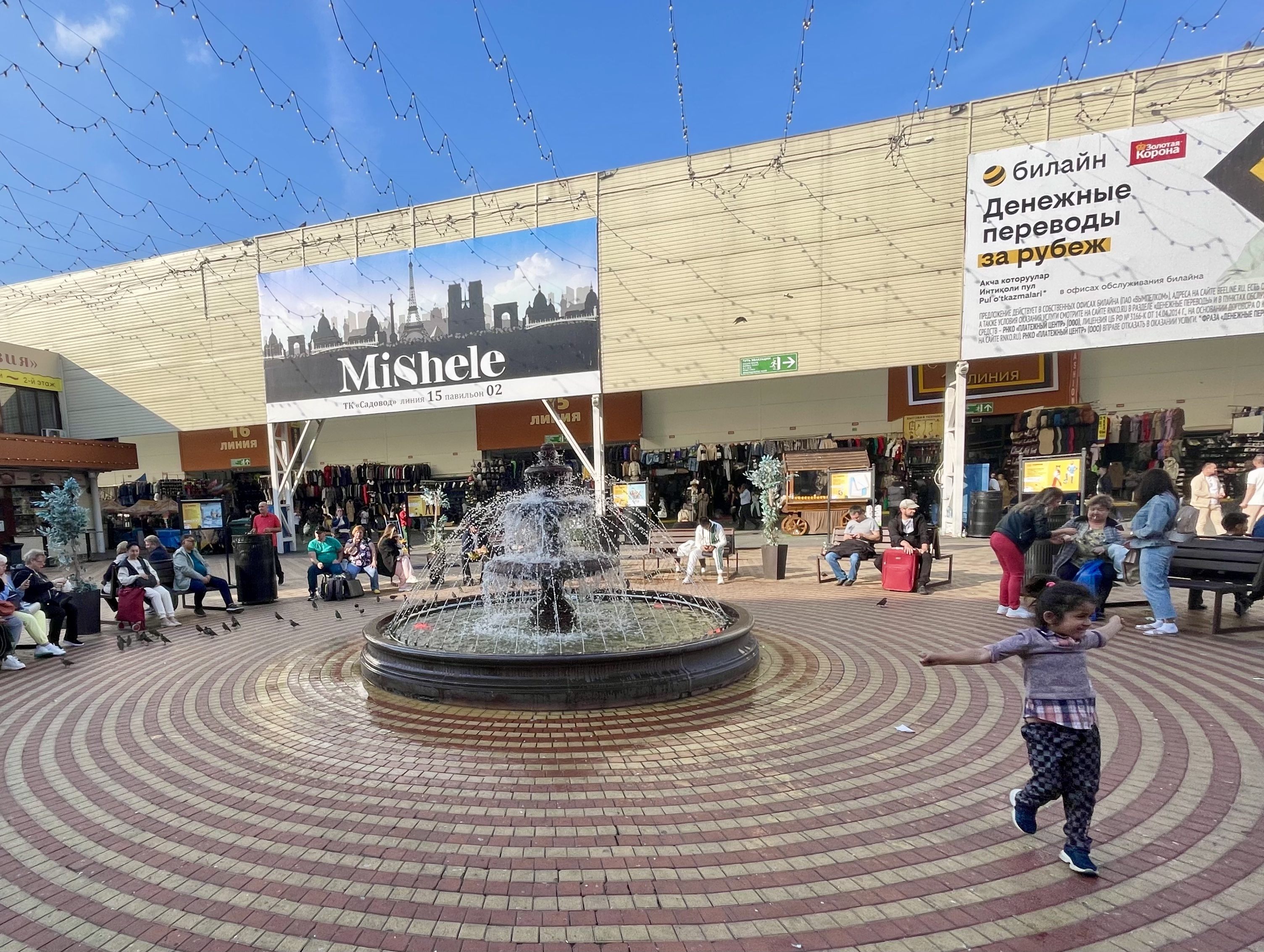
Фонтан на центральной площади рынка, 19 сентября 2023 года

После закрытия Черкизовского рынка в июне 2009 года, граждане Китая, составлявшие значительную часть торговцев, переехали на другие московские рынки — ТЦ «Москва» в Люблино, «Садовод» на МКАД и «Лужники» (который впоследствии переехал на территорию завода «Московский подшипник» на Дубровке).
…уже более 20 лет  «Садовод» является крупнейшим в России центром оптово-розничной торговли.
В 2021 году в эксплуатацию был введен новый современный корпус Б. На площади в 108 тысяч квадратных метров разместились более тысячи торговых точек, а также шесть кафе, детская зона и дом быта. Новый корпус располагает развитой инфраструктурой: складскими помещениями с зоной погрузки-разгрузки, пассажирскими и грузовыми лифтами, эскалаторами, траволаторами и парковочным пространством, рассчитанным на 1200 автомобилей.
По состоянию на 2024 год в «Садоводе» открыты 9500 павильонов, в том числе в неотапливаемых крытых торговых рядах. Аренда места в крытом павильоне площадью 18 м² стоит 235 000 рублей в месяц. Иметь юрлицо или ИП для торговли на рынке не обязательно. За 23 000 рублей в месяц на рынке продавцу на рынке могут выдать платежный терминал, записанный на ИП третьего лица.

## Правовые аспекты

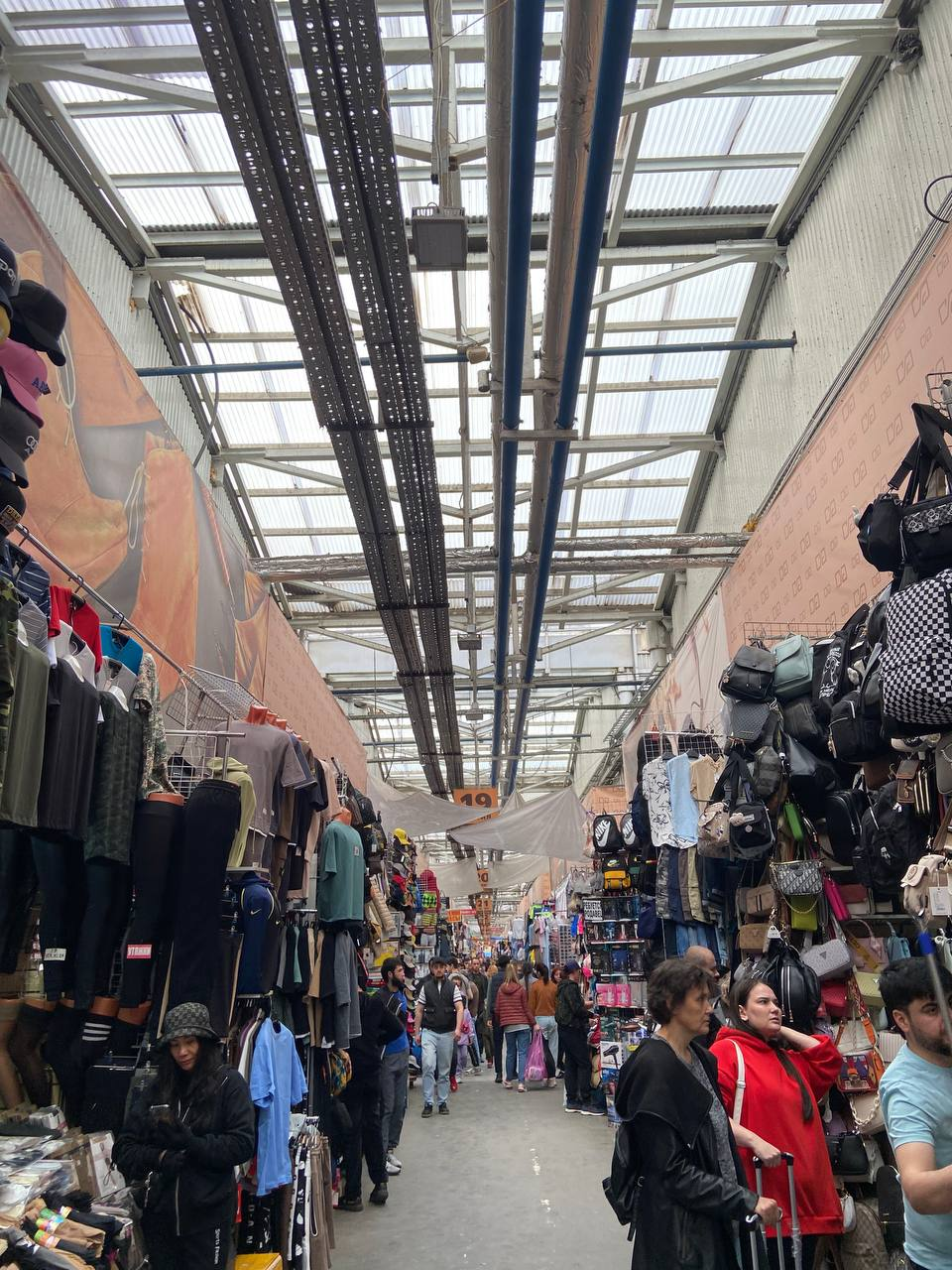
Линия № 11 в 2023 году

Рынок также является оптовой закупочной базой для небольших магазинов и интернет-продаж на маркетплейсах. Если ранее оптовики вынуждены были лично производить закупки на рынке, то по состоянию на 2024 год это обеспечивают местные логистические компании, которые также маркируют товар для перепродажи на маркетплейсах.
На рынке свободно продаются подделки множества товаров знаменитых брендов различного качества. По оценке 2018 года ЦБ России пришёл к выводу, что почти весь оборот торговцев «Садовода» — чёрный. Оплата иностранным поставщикам производится в криптовалюте, а покупатели в России платят наличными. Товары покупаются и продаются без каких-либо документов. Для обхода системы «Честный знак» продавцы оформляют ИП или юрлицо, которое выпускает QR-коды, необходимые для перепродажи товара в легальных магазинах. Также продавцы могут выпускать поддельные коды для товаров.

## Происшествия
«Садовод», как и другие рынки, является частым объектом полицейских рейдов, связанных с нелегальной миграцией. Один из крупнейших произошел 11 марта 2019 года и был связан в том числе с криптовалютными операциями.
1 декабря 2023 года на рынке «Садовод» произошёл пожар. 16 декабря 2023 года на рынке произошла массовая драка. Владелец автомобиля при проверке документов попытался скрыться от полицейского и протащил его несколько метров на машине. После этого нарушитель вышел из авто и нанес сотруднику полиции несколько ударов. В МВД России уточнили, что при задержании мужчины к сотрудникам полиции подошла группа мигрантов, попытавшихся оттеснить их, порезав колесо служебного автомобиля. По результатам драки Люблинский суд Москвы за нарушение миграционного законодательства выдворил из России 22 участника конфликта. Ещё 51 участник драки был отправлен под административный арест. Водителю автомобиля предъявлены уголовные обвинения.